# Ameiva fuliginosa
Espèce
Synonymes
- Tiaporus fuliginosus Cope, 1892
- Ameiva ameiva fuliginosa (Cope, 1892)
- Ameiva panchlora Barbour, 1921

Ameiva fuliginosa est une espèce de sauriens de la famille des Teiidae.

## Répartition
Cette espèce est endémique des Antilles. Elle se rencontre sur les îles Swan au Honduras et les îles San Andrés et de la Providence en Colombie.

## Description
Ameiva fuliginosa mesure jusqu'à 105 mm.

## Publication originale
- Cope, 1892 : On Tiaporus, a New Genus of Teiidae. Proceedings of the American Philosophical Society, vol. 30, no 137, p. 132-133 (texte intégral).